# Conus flavidus
Espèce
Statut de conservation UICN

 LC  : Préoccupation mineure
Conus flavidus est une espèce de mollusques gastéropodes marins de la famille des Conidae.
Comme toutes les espèces du genre Conus, ces escargots sont prédateurs et venimeux. Ils sont capables de « piquer » les humains et doivent donc être manipulés avec précaution, voire pas du tout.

## Description
Corps du verticille avec des cordons spiralés finement perlés, qui sont plus forts vers l'avant. Côtés du verticille du corps presque droits ; intérieur violet. Épaule lisse. Longueur maximale de la coquille 7,5 cm, couramment jusqu'à 4 cm.
La couleur de la coquille est jaunâtre à brun orangé, avec une bande obscure plus claire sous l'épaule et au milieu, entourée de stries striées, parfois presque obsolètes au-dessus. La base de la coquille est tachée de pourpre. L'ouverture est orange ou violacée, avec une bande centrale blanche. Cette espèce se nourrit principalement de petits poissons coralliens. 

## Distribution
Cette espèce marine est présente dans la Mer Rouge et a une large distribution dans tout l'Indo-Pacifique ; également au large de l'Australie (Territoire du Nord, Queensland, Australie-Occidentale). Il est commun dans les zones de récifs, généralement sous les rochers et les coraux pendant la journée. On peut le trouver dans les zones intertidales et sublittorales peu profondes jusqu'à une profondeur d'environ 10 m.

### Niveau de risque d’extinction de l’espèce
Selon l'analyse de l'UICN réalisée en 2011 pour la définition du niveau de risque d'extinction, cette espèce est présente dans tout l'Indo-Pacifique et est très commune, Il n'y a pas de menaces connues, Elle est classée comme étant de préoccupation mineure.

## Taxonomie

### Publication originale
L'espèce Conus flavidus a été décrite pour la première fois en 1810 par le conchyliologiste danois Christian Hee Hwass (1731-1803) dans la publication intitulée « Annales du Muséum d'Histoire Naturelle »,.

### Synonymes
- Conus (Virgiconus) flavidus Lamarck, 1810 · appellation alternative
- Conus erythraeozonatus Barros e Cunha, 1933 · non accepté
- Virgiconus flavidus (Lamarck, 1810) · non accepté

## Identifiants taxonomiques
Chaque taxon catalogué par les bases de données biologiques et taxonomiques possède un identifiant qui permet d'établir un point de référence. Les identifiants de Conus flavidus dans les principales bases sont les suivants :
AFD : Conus_(Virgiconus)_flavidus - BOLD : 85172 - CoL : 5ZXR5 - GBIF : 5728341 - iNaturalist : 84259 - IRMNG : 10799009 - NCBI : 527120 - TAXREF : 87058 - UICN : 192562 - WoRMS : 215518 - ZOBODAT : 66541